# Avui: diari d'avisos i notícies
|  | Aquest article tracta sobre el diari publicat a Reus. Vegeu-ne altres significats a «Avui». |

Avui: diari d'avisos i notícies va ser un diari reusenc que sortí el 24 de febrer de 1935 i acabà el 19 de juliol de 1936.

## Història
El febrer de 1935 va finalitzar l'arrendament que la Lliga Catalana tenia del Diari de Reus i aquest partit polític creà un nou diari com a portaveu, titulat Avui. Defensa les tesis polítiques de la Lliga (regionalisme conservador), amb freqüenta atacs a l'esquerra i també a altres forces dretanes com la CEDA i al nacionalisme independentista d'Estat Català. Manté un to marcadament catòlic, tant en l'aspecte social com en el religiós, amb una secció "Religioses" sobre aquests temes, i monogràfics sobre els monestirs de Poblet, Santes Creus i Escornalbou, destruïts feia cent anys, el 1835. A l'editorial del primer número el diari manifesta una voluntat genèrica de servei al país, concretada en la voluntat de servei a Reus i les comarques que l'envolten, la defensa dels interessos locals i comarcals i "va a servir les idees de Prat de la Riba i els seus precursors, brillantment sostingudes pels capdavanters actuals de Lliga Catalana". A més de la informació de caràcter polític, l'Avui portava informacions econòmiques: crisi econòmica local, articles sobre avicultura i agricultura, articles històrics a càrrec de Tomàs Capdevila i sobre temes obrers des del punt de vista patronal.
Des del punt de vista periodístic va significar un canvi notable en la premsa local. Fins al moment els diaris de Reus reservaven les dues primeres planes per al text, mentre l'Avui reservava la primera plana per als articles teòrics i d'opinió i les dues interiors i la quarta a les seccions informatives i als anuncis. Polemitza amb el Diari de Reus, que llavors era portaveu de la CEDA, amb El Conseqüent, portaveu del Partit Radical Socialista i amb Les Circumstàncies, encara que de forma no gaire freqüent. A partir del 9 de juny de 1935 inicia la publicació d'un suplement titulat "Pàgina de la dona", amb numeració separada. A les eleccions de 1936 defensa la candidatura del Front Català d'Ordre, però el 18 de febrer, al saber-se els resultats, proclamen que les urnes han recollit la voluntat popular i ells respecten el resultat. El número 428 corresponent al dia 19 de juliol de 1936 serà el darrer del diari Avui.

## Aspectes tècnics
Tenia format gran foli i quatre pàgines a cinc columnes. S'imprimia a la Impremta Diana, carrer de Santa Anna, 19. Publicava fotografies de forma irregular fins al número 141, però després augmenten a dues a la portada en tots els números, tot i que els clixés els havien de portar a fer a Barcelona. També publicaven alguns dibuixos. A partir del maig de 1935 apareixia cada dijous dins de la secció "Varia" una caricatura amb l'epígraf "Cares conegudes" on majoritàriament i figuraven personatges reusencs, encara que sense indicar-ne el nom.

## Director i col·laboradors
El director en va ser sempre Josep Maria Guix Sugranyes, i l'editor responsable Josep Martorell Òdena. Els principals col·laboradors Joan Camps, Josep M. Tallada, mossèn Josep Maria Benaiges, Josep Caixés Gilabert, Joan Bertran, mossèn Tomàs Capdevila, Domènec Freixa, Llucieta Canyà, Josep Sanabre, Francesc Martí Ballester i altres. Hi col·laboren també poetes com Tomàs Garcés i Salvador Estrem i Fa, i el dibuixant i advocat Joan Magrinyà, amb caricatures i il·lustracions.

## Localització
- Una col·lecció a la Biblioteca Central Xavier Amorós[3]
- Una col·lecció a la Biblioteca del Centre de Lectura de Reus[4]